# Décennie 1350 en littérature
| Années de la littérature : 1347 - 1348 - 1349 - 1350 - 1351 - 1352 - 1353    |
| Décennies de la littérature : 1320 - 1330 - 1340 - 1350 - 1360 - 1370 - 1380 |

## Événements
- vers 1350 : le théâtre Nô se développe au Japon.
- 1353 - 1361 : Pétrarque séjourne à Milan et notamment à la Cascina Linterno à laquelle le rattache une solide tradition à partir de la référence explicite de la lettre autographe de Pétrarque à son ami Moggio di Parma du 20 juin 1360 ou 1369[1].

## Œuvres
- vers 1350 : 
  - Jean de Tynemouth rédige en Angleterre sa chronique Historia Aurea, histoire du monde de sa création à l'année 1347.
  - Jean de Le Mote, Ballades[2].
  - L'Ornement des Noces spirituelles, œuvre en néerlandais de 
Jan van Ruusbroec.
  - chronique de Pulkava, ou Chronica Boemorum (Chronique des rois de Bohême) rédigée sur ordre de l’empereur Charles IV[3].
- 1353 :  l'écrivain italien Boccace achève son recueil de nouvelles, le Décaméron.
- Mai 1356 : le poète toulousain Guilhem Molinier achève Las Leys d'Amor[4].
- Vers 1356-1357 : au Japon, recueil poétique Tsukubashū de Nijō Yoshimoto ; théorie poétique des « poèmes liés » (renga)[5].